# Alain Mertes
Alain Mertes, né le 21 décembre 1973 à Malmedy, est un homme politique belge germanophone, membre de VIVANT.
Il est traducteur.

## Fonctions politiques
- 2009- : membre du parlement germanophone.